# Alasmidonta calceolus
Alasmidonta calceolus är en musselart som beskrevs av Lea. Alasmidonta calceolus ingår i släktet Alasmidonta och familjen målarmusslor. Inga underarter finns listade i Catalogue of Life.